# Shamanism
Shamanism ist ein Jazzalbum von Ivo Perelman mit Matthew Shipp und Joe Morris. Die 2018 in den Park West Studios in Brooklyn entstandenen Aufnahmen erschienen am 26. November 2020 auf Mahakala Music.

## Hintergrund
Begleitet wird der Saxophonist Ivo Perelman bei dieser Veröffentlichung von zwei langjährigen Mitmusikern, dem Pianisten Matthew Shipp und dem Gitarristen Joe Morris. Nach Shipps kurzem Solo „Prophets and Healers“ beginnt mit dem Titelstück eine energiegeladene Konversation der drei Musiker, notierte Hrayr Attarian.

## Titelliste
- Ivo Perelman: Shamanism (Mahakala Music)[2]

1. Prophets and Healers 0:51
2. Shamanism 8:25
3. Spirit World 4:08
4. Trance 4:11
5. Altered States of Consciousness 1:31
6. Spiritual Energies 5:21
7. One Who Knows 8:54
8. Divination 3:09
9. Supernatural Faith 3:21
10. Religious Ecstasy 10:31

Die Kompositionen stammen von Ivo Perelman.

## Rezeption
Das beeindruckende Gesamtwerk des Tenorsaxophonisten Ivo Perelman zeichne sich durch das einzigartige Talent seines Schöpfers aus, intellektuelle Strenge und leidenschaftliche Hingabe in Einklang zu bringen, schrieb Hrayr Attarian in All About Jazz. Perelmans improvisationslastige Stücke klängen dynamisch und komplex konstruiert und ähnelten in ihrer evokativen Natur manchmal „Tongedichten“. Seine Kompositionen auf Shamanism seien von erhabener Spiritualität durchdrungen. Shamanism sei so etwas wie „geistliche Musik“, aber nicht im traditionellen Sinne des Wortes; vielmehr sei es eine Feier des Transzendenten in dieser Welt, eines verbindenden Elements, das durch die harmonischen Experimente des Trios zum Ausdruck komme. Das Album sei sicherlich eine Herausforderung, aber auch sehr lohnend und inspirierend.